# Aufheben
Aufheben  e Aufhebung são palavras da língua alemã com vários significados aparentemente contraditórios. O verbo aufheben envolve uma tríade de significados - "negar", "conservar"  e  "elevar". O substantivo correspondente, Aufhebung, tem o sentido de negação, elevação e, ao mesmo tempo, conservação ou permanência.
Em Filosofia, usualmente, uma tradução - aproximada - que tem sido dada ao verbo aufheben é 'superar'. Essa  tem sido também a tradução mais frequente entre estudiosos do pensamento hegeliano. Assim como o verbo grego ἀναιρέω, transl. anaireō (ἀναιρεῖν, transl. anairein), e o latino tollere, o verbo aufheben significa  'levantar', 'carregar' ou levar algo e, ao mesmo tempo, 'apagar', 'cancelar', 'destruir'. Classicamente se considerava que o bem era completamente cancelado ou apagado (sublatum) pelo mal, ou  a existência era completamente apagada ou cancelada pela inexistência.  O duplo sentido de 'destruir' ou 'apagar' - e, ao mesmo tempo, 'preservar' - é encontrado em Fichte quando este considera que a realidade é "substituída", aufgehoben, pela negação, o que, em seu entendimento, significa que permanece algo da realidade assim "negada". Mas foi Hegel - seguido por todos aqueles que adotaram o chamado  método dialético  - quem deu às noções de aufheben   e  Aufhebung um lugar central.
Aufheben e Aufhebung são termos usados por Hegel para explicar o processo de negação e superação de uma realidade. Mais recentemente, têm sido também traduzidos como 'suprassumir' e 'suprassunção', neologismos criados como antônimos de 'subsumir' e 'subsunção', já presentes nas traduções da obra de Kant.  Em inglês, o termo foi traduzido como sublation, neologismo criado a partir do latim sublatus ('levar', 'levar embora', 'remover' ou 'elevar') 

## Hegelianismo
Em A Ciência da Lógica, Hegel pretende dar um novo começo à filosofia sem pressupostos, recorrendo ao que há de mais fundamental em conceitos como o "Ser" e o "Nada". Na filosofia hegeliana, estes conceitos são, ao mesmo tempo, indistinguíveis porém opostos quanto ao significado. Este conflito só pode ser resolvido ao se avançar para o "vir-a-ser". Neste momento enquanto categoria superior e mais complexa, o "vir-a-ser" engloba tanto o "ser" quanto o "nada", ou seja, incorpora aspectos suprassumidos do movimento de transição do "nada" para o "ser". A este processo Hegel chama de aufhebung.
Em um exemplo prático, para fazer pão é necessário trigo, que se encontra em sua forma bruta na natureza. Essa matéria-prima deve ser negada, isso é, destruída em sua forma natural. No entanto, ao ser transformado em pasta, o trigo é preservado, ou seja, ainda está lá enquanto trigo. Através da atividade humana ele é então levado ao forno e elevado a um nível superior, sendo o seu resultado o pão. Desta forma é possível identificar os três momentos: o trigo é negado em seu estado de natureza, preservado e elevado a um nível superior. Essa transformação da natureza pelo homem é um exemplo de um processo essencialmente dialético, de uma Aufhebung.

## Marxismo
Karl Marx utiliza o conceito de Aufhebung em diversas passagens de sua obra. No Manifesto do Partido Comunista, Marx e Engels afirmam: "Os comunistas podem resumir sua teoria numa expressão: supressão da propriedade privada." (Aufhebung des Privateigentums).